# Meslay-le-Grenet
Meslay-le-Grenet är en kommun i departementet Eure-et-Loir i regionen Centre-Val de Loire strax norr om centrala Frankrike. Kommunen ligger i kantonen Illiers-Combray som tillhör arrondissementet Chartres. År 2022 hade Meslay-le-Grenet 376 invånare.

## Befolkningsutveckling
Antalet invånare i kommunen Meslay-le-Grenet
Referens:INSEE